# Laserscape Kassel

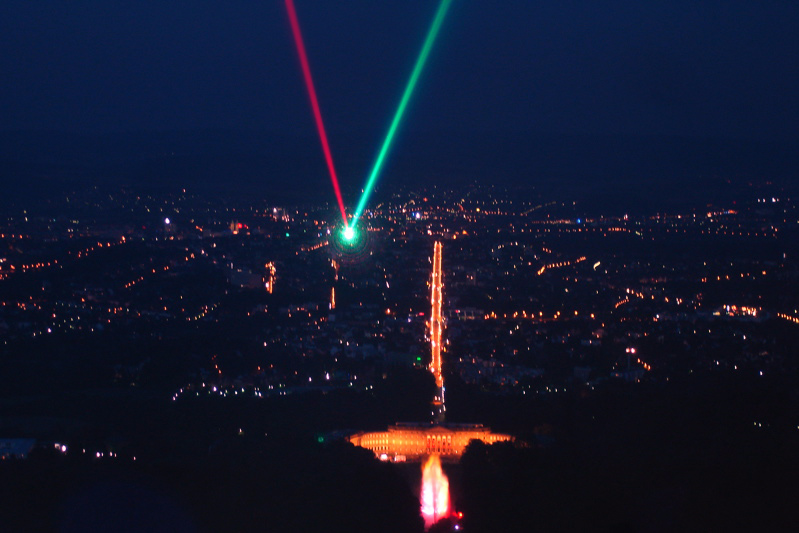
Blick vom Herkules über die Stadt (Herbst 2006). Im Vordergrund ist die Große Fontäne der Wasserkünste zu sehen.

Das Laserscape Kassel ist die weltweite erste permanente Laser-Licht-Skulptur im öffentlichen Stadtraum. Sie wurde von dem Künstler Horst H. Baumann unter Mitarbeit des Ingenieurs Peter Hertha anlässlich der documenta 6 im Jahr 1977 konzipiert und erstmals realisiert.

## Geschichte
Da sich die Installation bei der Kasseler Bevölkerung großer Beliebtheit erfreute, wurde sie am 13. Januar 1979 auf Initiative des Kasseler Verlegers Rainer Dierichs dauerhaft in Betrieb genommen. Im Jahr 1992 wurde die Technik durch Diebe beschädigt, woraufhin die Installation nicht weiter fortgesetzt wurde.
Erst im Jahr 2000 wurde das Kunstwerk von der Städtischen Werke AG wieder funktionsfähig gemacht; der Betrieb wurde bis Ende 2007 zu ausgewählten Terminen garantiert.
Ab 2007 wurde die Laserscape mithilfe des documenta Forums e.V. Kassel für die kommenden zehn Jahre auf kompakte Diodenlaser umgerüstet.
2020 spendeten die Städtischen Werke Kassel anlässlich ihres 90-jährigen Bestehens der Stadt einen roten Laser. Damit wird die Skulptur wieder – wie ursprünglich – aus einem roten und einem grünen Laser bestehen. Der neue Laser wurde am 19. Dezember 2020 in Betrieb genommen.

## Technik

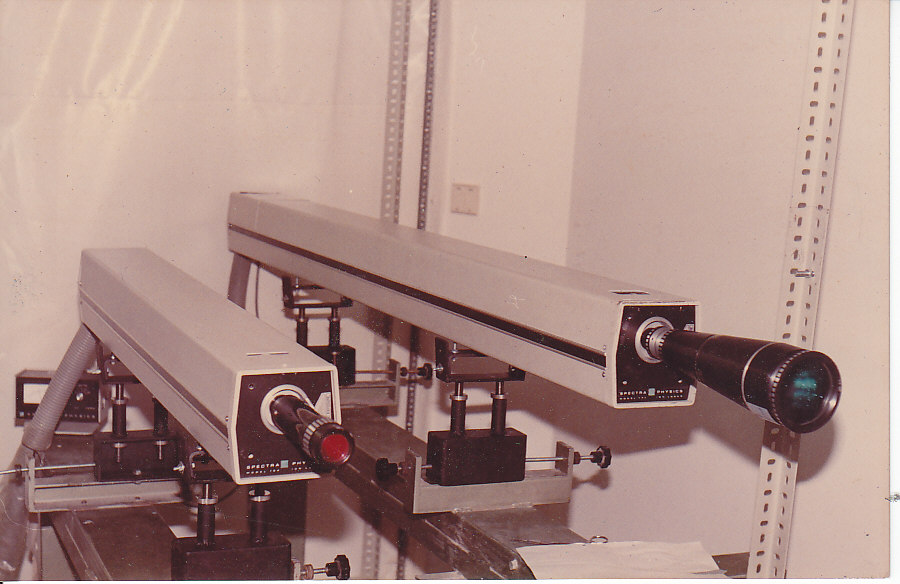
Erster Laseraufbau im Zwehrenturm 1979

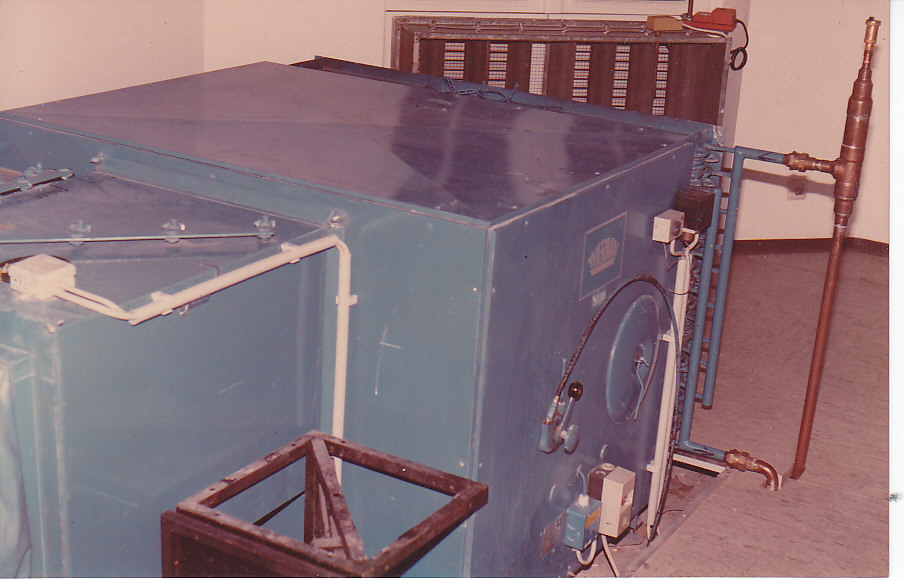
Luft-zu-Wasser-Wärmetauscher im Zwehrenturm

Bei der ersten Installation im Jahr 1979 wurden Laser der Firma Spectra-Physics verwendet. Es handelte sich dabei um einen Argon-Laser und einen Krypton-Laser. Zusätzlich wurde ein Luft-zu-Wasser-Kühlsystem installiert, um die beiden Laser zu kühlen. Die Bilder rechts stammen aus dieser Zeit und wurden vom damaligen technischen Assistenten für Horst-H. Baumann aufgenommen.
In den folgenden Jahren wurde diese Laseranlage dann durch ein System der Firma Coherent Inc. ersetzt. Als der grüne Laser bereits 50 Prozent seiner Leistung eingebüßt hatte und dringend ersetzt werden musste, wurde das Laserscape am 2. Juni 2007 zum vorerst letzten Mal in Betrieb genommen.
Während die alten Laser mithilfe von 3 m³ Wasser (das sich wie die Laser im Zwehrenturm befand) gekühlt werden musste, ist für die neuen Modelle keine aufwendige Kühlung mehr erforderlich.
Aktuell sind zwei moderne, energieeffizientere grüne Laser im Einsatz, die nur ca. 500 W elektrische Leistung für 15 Watt Lichtleistung (davon etwa 10 Watt in Richtung Herkules und 5 Watt zum Landesmuseum) verbrauchen (ca. 1 % des früheren Stromverbrauchs). Der Laser auf der Orangerie hat 5 Watt Leistung, welche in 3 Strahlen aufgeteilt wird. Die neuen Laser wurden von der Firma Compact Laser Solutions GmbH geliefert.
Weiterhin sind 8 m² Solarzellen auf dem Fridericianum installiert, um Strom für die Installation zu gewinnen und den Überschuss an die Stadtwerke zu verkaufen. Eine Batterie, mit der die Laserkunst mehrere Stunden lang weiterbetrieben werden kann, soll eventuelle Stromausfälle überbrücken.

## Verlauf
Die Laser sind im ehemaligen Observatoriumsraum des Zwehrenturms am Museum Fridericianum aufgestellt. Von dort aus geht der Strahlenverlauf zu markanten Eckpunkten der Geschichte Kassels. Parallel aus der Innenstadt heraus laufen die beiden roten und grünen Strahlen über 7350 Meter zum Oktogon des Herkules und verweisen auf die historischen Zusammenhänge zwischen Stadtgebiet und Wilhelmshöhe.
Gleichzeitig konnten noch auf dem Turm Teilstrahlen so abgespalten werden, dass der grüne Laserstrahl auf das Dach des Orangerie-Mittelbaus traf, von wo aus er  fächerförmig zerlegt wurde und die barocke Parkanlage der Karlsaue beschien: Ein zentraler Strahl betonte die Mittelachse zum Tempel auf der Pfaueninsel, während zwei sechsstrahlige Fächer in etwa zehn Meter Höhe den Kanalachsen folgten. Zusätzlich kreuzte der rote Laserstrahl direkt vom Zwehrenturm das Arrangement und traf auf eine der mythologischen Statuen am südlichen Ende der Karlswiese. Der Bereich der Karlsaue wird heute allerdings nicht mehr beleuchtet: Die alten Laser waren dafür zu schwach, und die neuen werden sich aufgrund ihres engen Spektralbereichs nicht zu einer weiteren Aufspaltung durch Beugung eignen.
In Zukunft wird es einen dritten grünen Laserstrahl geben. Dieser wird vom Zwehrenturm zum Landesmuseum strahlen und dort dann in Richtung des Herkules umgelenkt werden, sodass dieser über der Wilhelmshöher Allee verlaufen wird. Damit läuft er parallel zu den Strahlen über der Goethestraße. Jeden Samstag leuchtet der Laser nun von Einbruch der Dunkelheit bis ca. 1 Uhr nachts. Das Kunstwerk Laserscape ist somit zum nächtlichen Wahrzeichen der Stadt Kassel geworden.

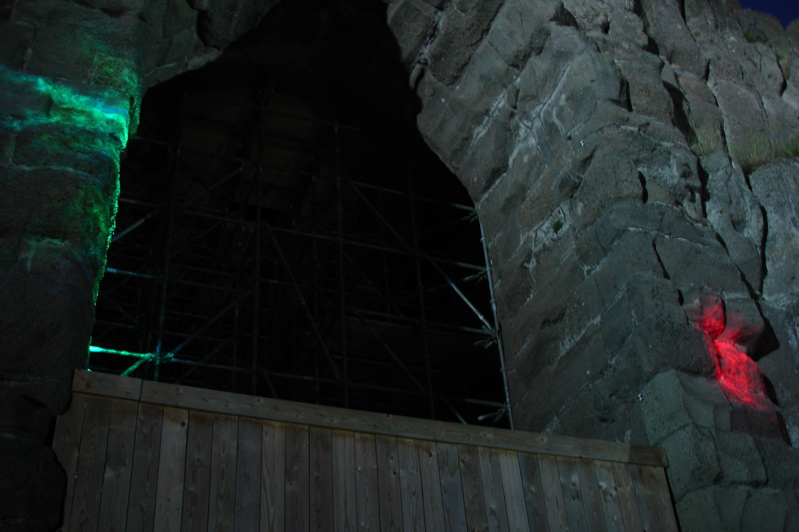
Auftreffen der Strahlen am Fuß des Herkules
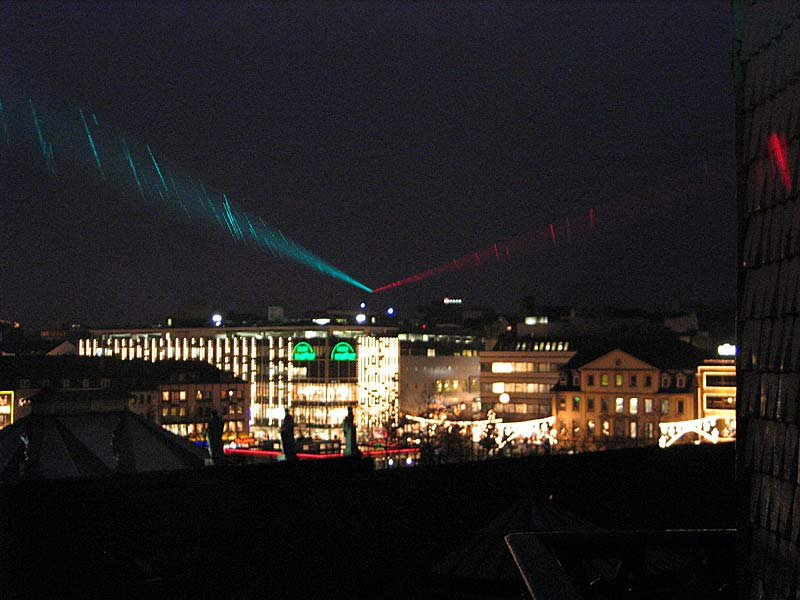
Blick aus dem Zwehrenturm in Strahlrichtung der Laser
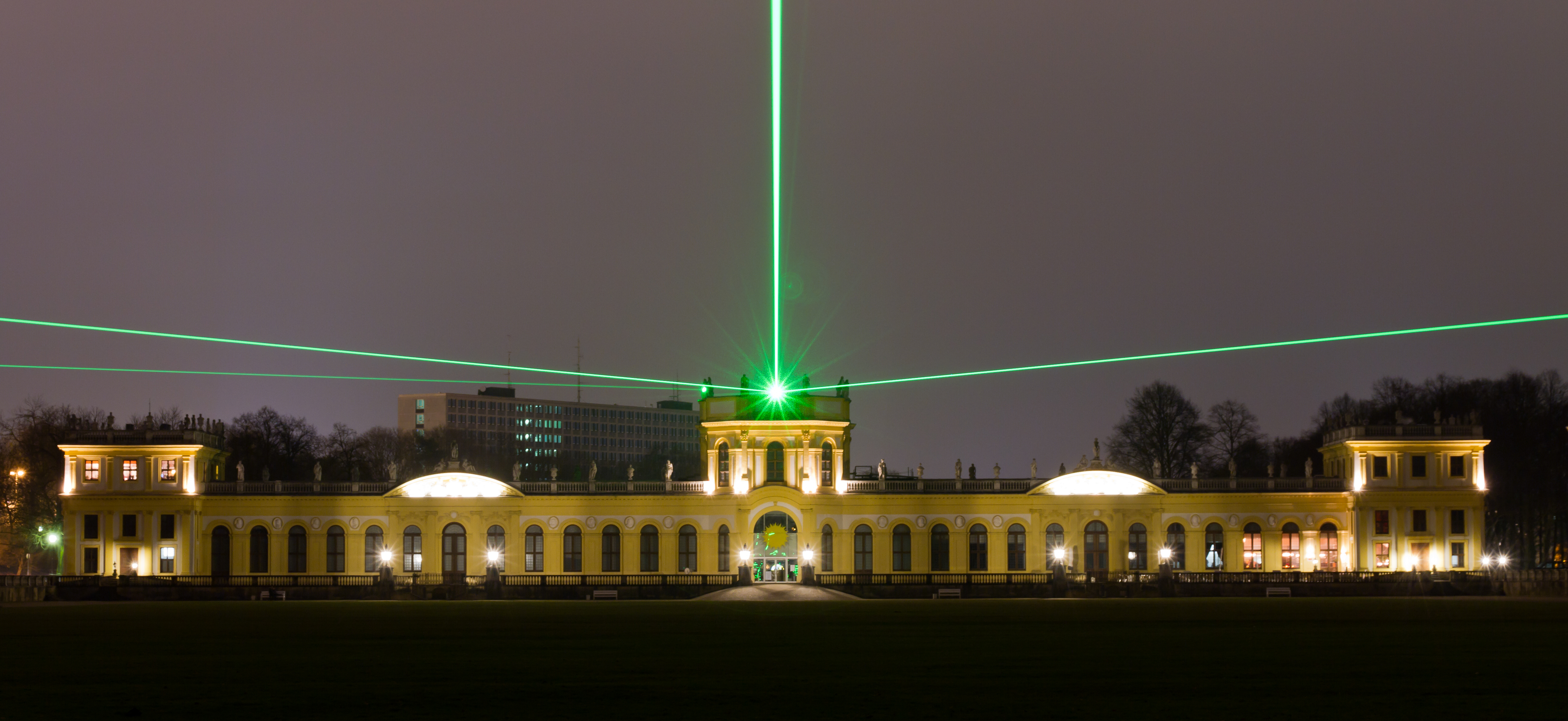
Laserinstallation auf der Orangerie in der Karlsaue
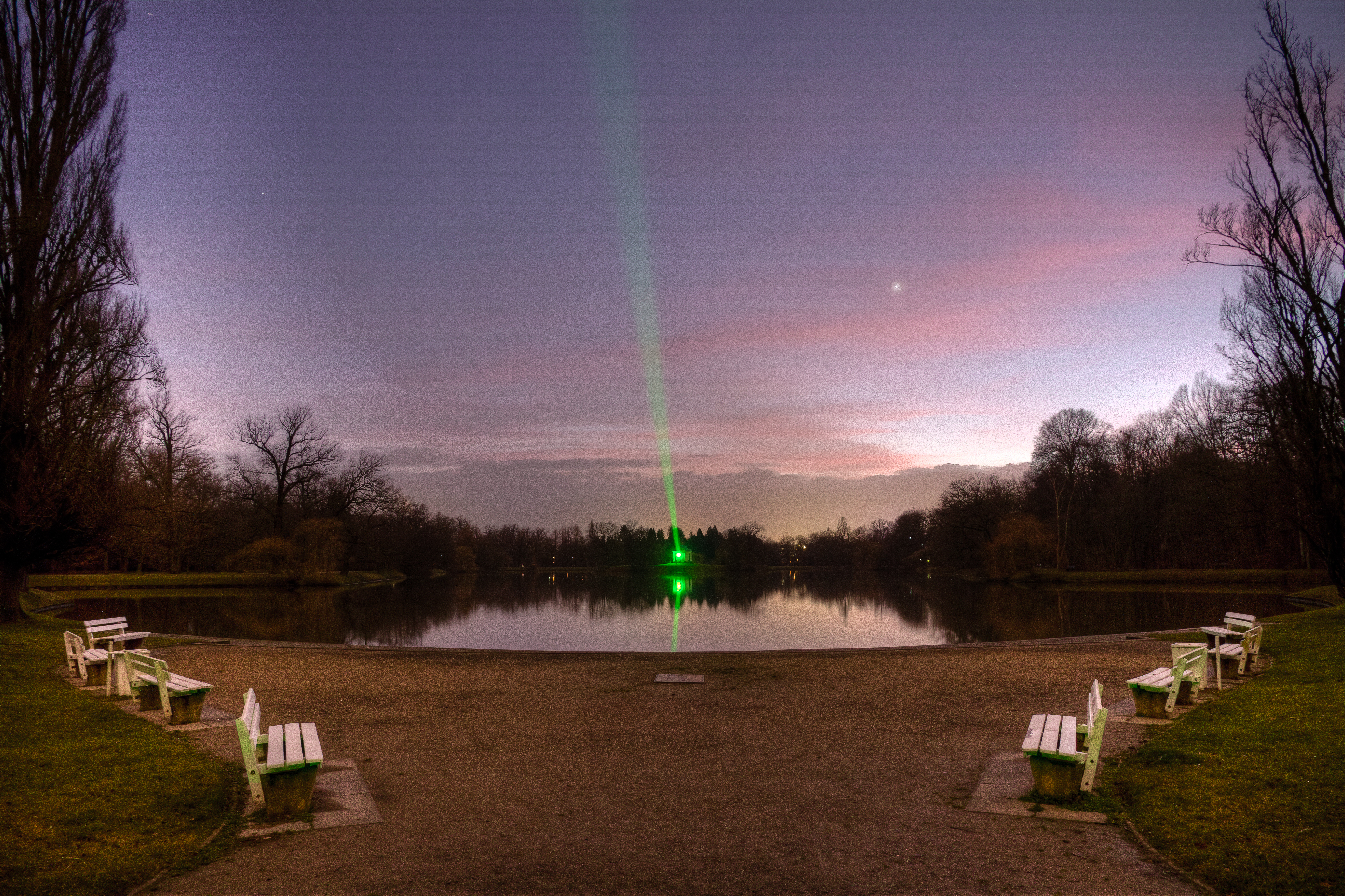
Laser der Zentralachse durch die Karlsaue auf den Tempel der Schwaneninsel
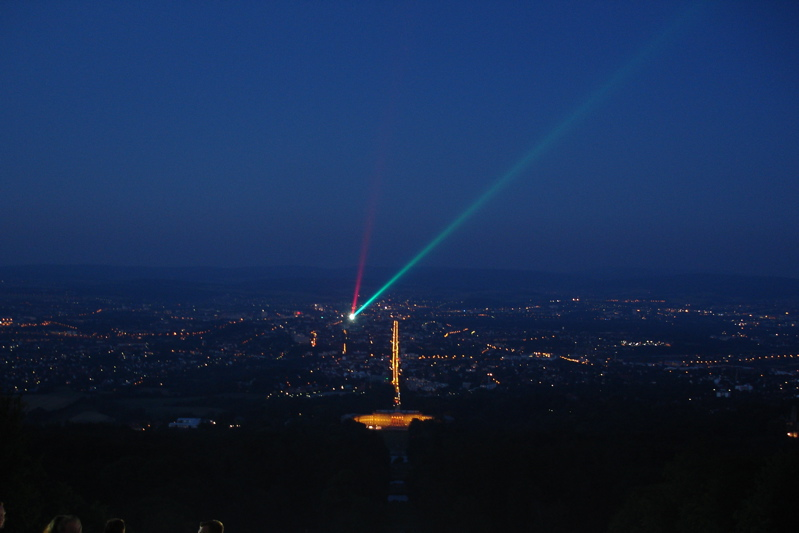
Blick Herkules über die Stadt Herbst 2006
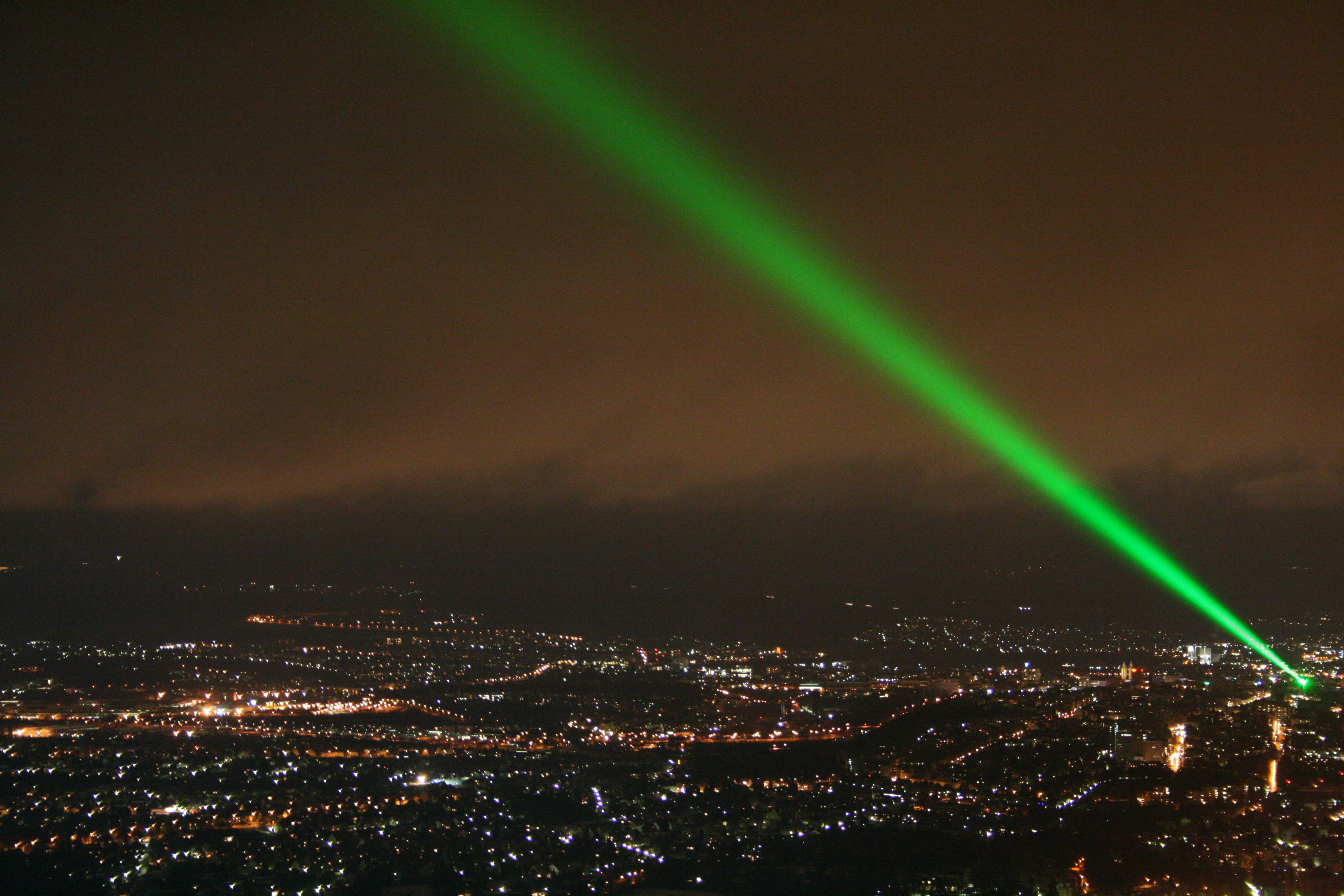
Blick vom Herkules über die Stadt im November 2008
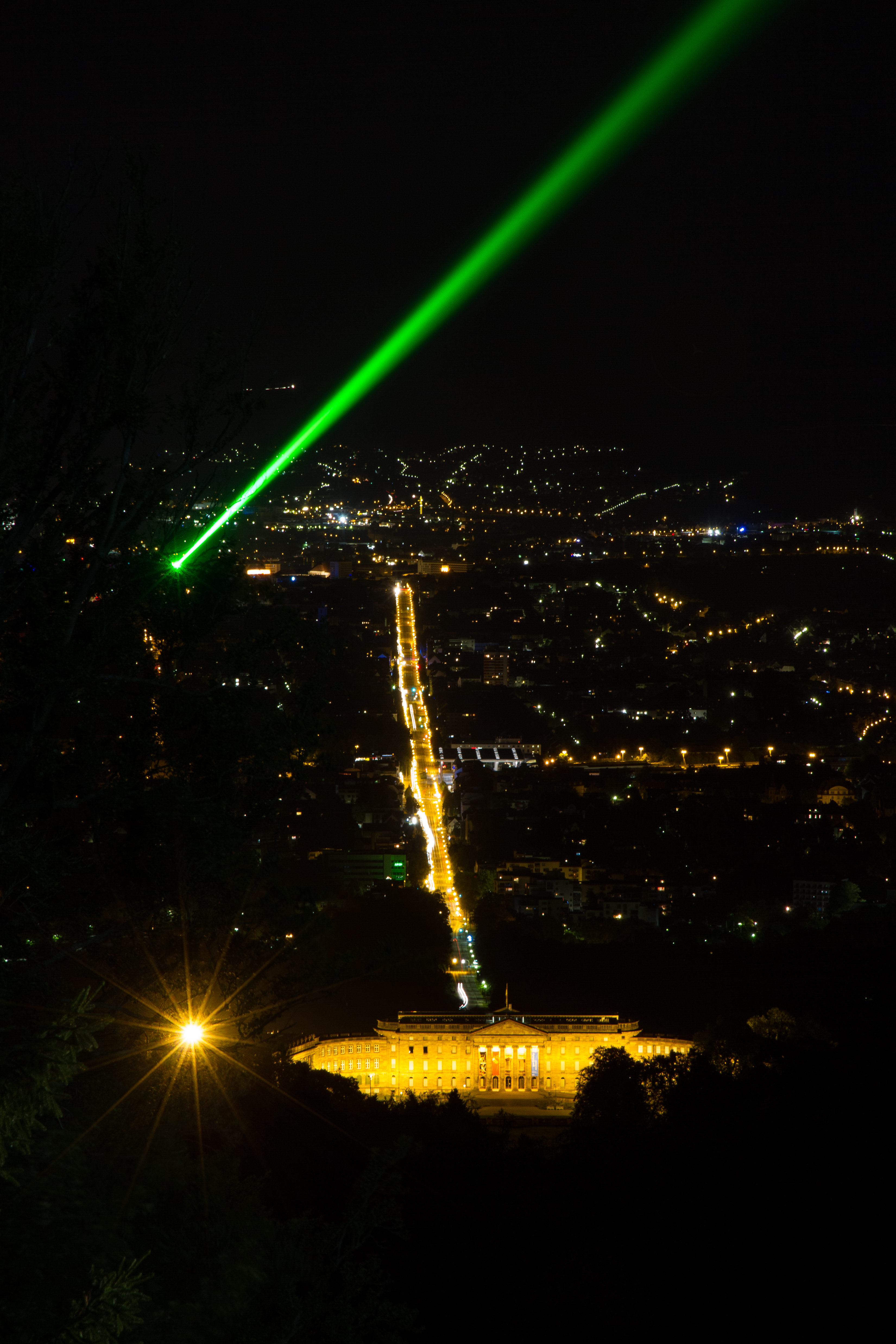
Blick von den Kaskaden im August 2012

## Spendenaktion
Um das Kunstwerk für die nächsten zehn Jahre zu sichern, mussten 150.000 Euro (50.000 Euro pro Laser) investiert werden. Die Stadt Kassel beteiligte sich mit einer Spende von 90.000 Euro, für den restlichen Betrag gab es eine Spendenaktion, die 2006 ins Leben gerufen wurde.
Die 7325 Meter des Lasers wurden zu Stücken von 1 „Lasermeter“ für jeweils 10 Euro „verkauft“, ein Luftbild mit dem eingezeichneten Lasermeter kostete zusätzlich 5 Euro. Für die Spende gab es ein Zertifikat und eine Spendenbescheinigung. Wer 5 Meter kaufte, erhielt zusätzlich ein in den Laserfarben leuchtendes Emblem, bei 200 Metern gab es eine kleine Tischskulptur dazu. Man konnte sich den zu kaufenden Meter frei aussuchen.
Die Aktion kam bei den Kasseler Bürgern so gut an, dass im März 2007 bereits 6000 „Lasermeter“ und am 12. Juni die beiden letzten Meter verkauft waren (Lasermeter 5448 und 5449). Am 14. Juni 2007 konnte die Spendenaktion daher offiziell beendet werden.